# Filòstrat d'Atenes

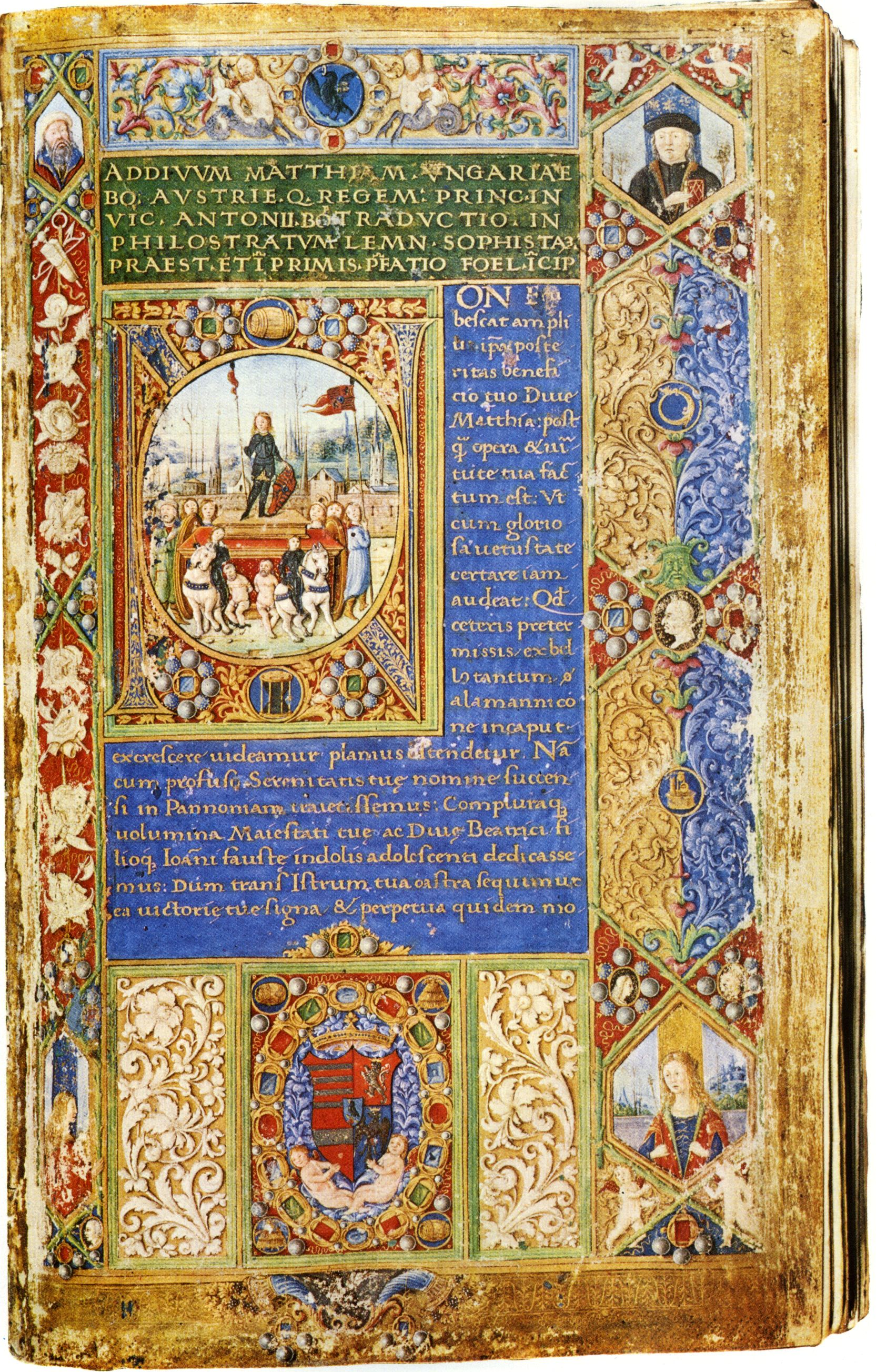
Les obres de Filòstrat van ser traduïdes al llatí per Antonio Bonfini. El manuscrit va ser realitzat a Florència entre 1487 i 1490 per al rei Maties Corví.

Filòstrat d'Atenes (grec antic: Φιλόστρατος; llatí: Lucius Flavius Philostratus; vers 175- vers 250) va ser un escriptor de la Grècia romana, conegut per ser el biògraf d'Apol·loni de Tíana.
Entre els seus mestres hi havia Procle de Nàucratis i Antípatre de Hieràpolis. Va escriure diverses obres que porten el seu nom, però els erudits estan dividits sobre si realment les va escriure totes, perquè la sintaxi del nom no és idèntica i en algun cas es diu que era atenès, mentre que Eunapi diu que era de Lemnos i Foci diu que era de Tir. Probablement era de Lemnos, que en certa manera era ser atenès perquè n'era una colònia, i va estudiar retòrica amb Procle de Naucratis a l'escola d'Atenes. Amb el mateix nom, Filòstrat, hi ha almenys cinc sofistes o filòsofs que sovint es confonen a les fonts.
La Suda diu que va tenir com a rival a Atenes Frontó d'Emisa, i Apsines de Gàdara com a amic i col·lega. La Suda el situa encara viu en el regnat de Filip l'Àrab (244-249). No se sap ben bé en quin moment Filòstrat es va traslladar d'Atenes a Roma, però era membre del cercle selecte de literats i filòsofs que havia atret l'emperadriu Júlia Domna, esposa de Septimi Sever. Sembla que la vida d'Apol·loni va ser un encàrrec de l'emperadriu, però el fet que no li va dedicar el llibre significa que Júlia Domna ja havia mort en acabar l'obra.
Les seves obres conegudes són:
- Vida d'Apol·loni de Tíana en vuit llibres (Τὰ ἐς τὸν Τυανέα ̓Απολλώνιον). Escrita abans del 217, probablement a Roma.
- Vida dels sofistes (Βίοι Σοφιστω̂ν). Va escriure-la probablement abans del 238 i es considera probable la data del 237. Al pròleg de l'obra fa una acurada distinció entre filòsofs i sofistes.
- Heroïca o Heroïcus (̔Ηρωικὰ o ̔Ηρωικὸς). Un diàleg entre un comerciant i un viticultor sobre els herois de la Guerra de Troia.
- Imagines (εἰκόνες). L'autor presenta figures de diferents escriptors i filòsofs de l'antiguitat, donant mostra de la seva erudició.
- Epistolae (ἐπιστολαί). Un recull de setanta-tres cartes, que Suides anomena έρωτικάς, perquè en la seva majoria tracten temes amatoris.[1]